# Colchetes de Iverson
Em matemática, os colchetes de Iverson, que recebem o nome em honra a Kenneth Iverson, são definidos conforme a seguir:
{\displaystyle [P]={\begin{cases}1;&{\mbox{se }}P{\mbox{ e verdadeiro;}}\\0;&{\mbox{caso contrario.}}\end{cases}}}
onde {\displaystyle P\,} é uma proposição.
Por exemplo, o delta de Kronecker pode ser escrito em termos de colchetes de Iverson conforme:
{\displaystyle \delta _{ij}=[i=j]\,}